# Dries Buytaert

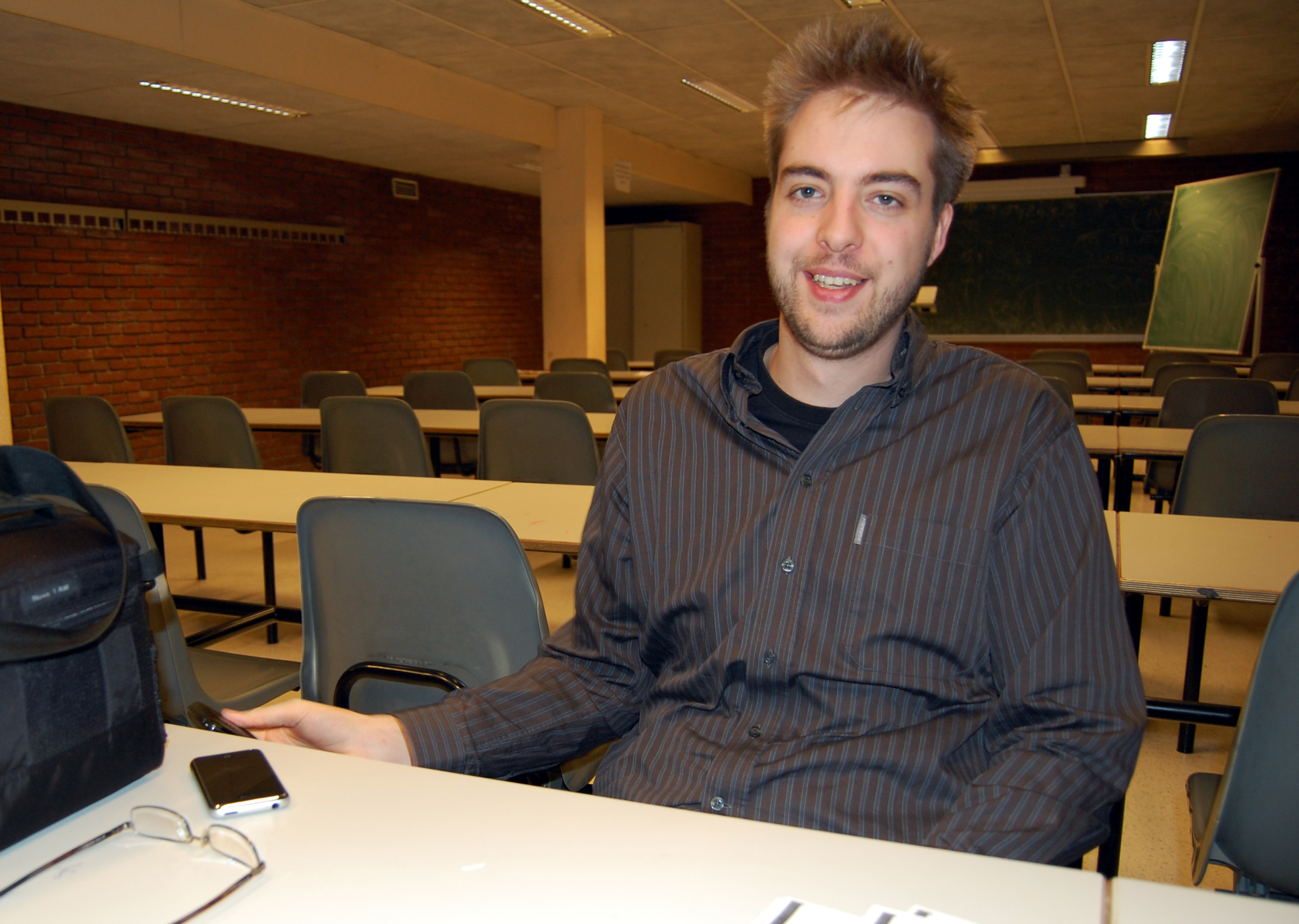
Dries Buytaert en FOSDEM 2008.

Dries Buytaert (19 de noviembre de 1978, Wilrijk, Amberes, Bélgica) es quién comenzó el desarrollo de Drupal, un popular Sistema de gestión de contenidos distribuido como software libre.

## Biografía
Egresado de la Universidad de Amberes en Bélgica, realizaba desarrollo web con CGI y servidores, pero luego comenzó a estudiar más sobre PHP y MySQL.
Luego del desarrollo inicial de Drupal, fundó la Asociación Drupal, una organización sin fines de lucro con base en Bélgica que busca promocionar y organizar conferencias, y también fundó Acquia, una compañía que ofrece productos, servicios y soporte para Drupal.
Todo comenzó cuando Buytaert diseñó un sistema interno de mensajes para utilizar con sus compañeros de dormitorio y organizar de manera efectiva sus actividades estudiantiles, coordinar horarios de reuniones, cenas, entrenamientos, etcétera. Cuando se graduó decidió mudarlo de un servidor interno a Internet, y comenzó a transformarlo en una página de noticias y discusiones Drop.org.